# Ga Thái Văn
Ga Thái Văn là một nhà ga xe lửa tại huyện Bắc Hà, tỉnh Lào Cai. Nhà ga là một điểm của đường sắt Hà Nội - Lào Cai và nối với ga Bảo Hà với ga Cầu Nhò.